# Rozseč (ort i Tjeckien, lat 49,16, long 15,62)
Rozseč är en ort i Tjeckien.   Den ligger i regionen Vysočina, i den centrala delen av landet, 140 km sydost om huvudstaden Prag. Rozseč ligger 597 meter över havet och antalet invånare är 192.
Terrängen runt Rozseč är lite kuperad. Runt Rozseč är det ganska glesbefolkat, med 34 invånare per kvadratkilometer. Närmaste större samhälle är Moravské Budějovice, 18,1 km sydost om Rozseč. Trakten runt Rozseč består till största delen av jordbruksmark.